# ヨー・ヴォムビスの地下墓地
『ヨー・ヴォムビスの地下墓地』（ヨー・ヴォムビスのちかぼち、原題：英: The Vaults of Yoh-Vombis）は、アメリカ合衆国のホラー小説家クラーク・アシュトン・スミスによる短編ホラーSF小説。『ウィアード・テールズ』1932年5月号に掲載された。
地球人が地球外に進出した時代のアイハイ（火星）を舞台とした作品の一つであり、地球人が語り手となっている。古代遺跡で未知の生物に遭遇するホラー。翻訳者の安田均は、怖さとグロさを解説している。
児童書版『アトランティスの呪い』では、舞台が火星ではなく、太陽系外の「惑星イグニ」に変更されている。

## あらすじ
ヨー・ヴォムビスの古代遺跡を探索すべく、ロドニー・セヴァーンをはじめとする地球人考古学者から成る探検隊が組織される。隊員は8人、アイハイ人ガイドが2人。遺跡に到着したところで日が沈み、探索は翌日として野営を張る。キャンプ中、ロドニー・は地を這う影のような物を目撃するが、特に気に留めることはなかった。夜が明け遺跡の中に入ることにするも、ガイド達は拒否したため、地球人だけで探索を始める。地下納骨堂には古代の火星人であるヨーヒス人のミイラが金属の帯で壁に拘束され、立たされていた。オクテイヴ隊長がミイラに触れたとたん、ミイラの下半身は溶けるように崩壊してしまう。
やがてミイラの頭にかぶさっている黒い頭巾がめくれあがり、隊長の頭部を覆い尽くす。隊長は自力で頭巾を引きはがすことができず、ロドニー達は頭巾を剥がしてやろうする。ところが隊長は錯乱して暴れまわった末に地下道の外へと走り出していってしまう。
悲鳴を追って、ロドニー達も地下道へと向かうが、隊長は見つからない。元の部屋から打撃音が響くのを聞き、7人が戻ると、正気を失った隊長が金属棒で壁を叩いていた。頭には頭巾がかぶさったままで、しかも膨れ上がっている。壁の一部が崩れてドアがむき出しになっており、ロドニーは隊長が金属棒で仕掛けを作動させたことに気づくと同時に戸口が開く。ロドニーはナイフを構えて隊長に飛びかかり、頭巾を切りつけ、頭から萎んだ塊を引きむしる。黒頭巾の裏側は、円形の神経線維と吸盤が並んでおり、隊長の頭部は脳髄がむき出しになるほど喰い尽くされていた。また戸口の暗闇からは、無数の黒い塊＝人食いヒルが洪水のように流れだしてくる。ロドニー達7人は一目散に逃げ出すも、生き残ったのはロドニーだけだった。
日光が差す出口まで数メートルのところまで来たとき、何の前触れもなく、ロドニーの頭にそいつが落ちてくる。頭部を無数の針で刺されるような痛みに襲われたロドニーは、ナイフを握りしめて自分の頭部をデタラメに切りつけ、怪物をもぎとって捨てる。外に出たところで、2人のガイドに救助され、商都イグナールの地球人病院へと運び込まれる。ロドニーは恐怖し心底逃げたいと思っているのに、心の底からは「地下道の暗闇に戻っていきたい」という思いが沸き上がって来る。
その後、ロドニーは保護され、検査の結果、頭部にはリング状に並んだ「円い傷」および、そこから未知の毒物が注入された痕跡が見つけられた。彼は証言が記録された直後、病院から逃げ出してしまう。衰弱著しく間もなく死亡すると思われていたが、砂漠で遺跡の方角に向かう足跡が発見され、以後の消息はわからない。

## 主な登場人物・用語

### 人物
- ロドニー・セヴァーン - 語り手。地球人考古学者。火星に来て数ヶ月、地球外活動は金星での活動があるのみ。
- アラン・オクテイヴ - 探検隊リーダー・地球人考古学者。火星考古学では随一の造詣を誇る。
- ウイリアム・ハーパー - 探検隊メンバー・地球人考古学者。オクテイヴ隊のベテラン。
- ヨナス・ハルグレン - 探検隊メンバー・地球人考古学者。オクテイヴ隊のベテラン。
- ガイド2人 - アイハイ人。現地ガイド。遺跡内には同行せず、理由も言わない。
- ミイラ - ヨー・ヴォムビスの遺跡で見つかった、ヨーヒス人のミイラ。

### 用語
- アイハイ人 - 現生火星人。軽装でも夜の寒さに耐える。
- ヨーヒス人 - 古代火星人。ヨー・ヴォムビスを建設した。4万年以上前に滅んだが、理由は諸説あり明確ではない。
- 怪物 - 黒い布状の生物。人間の頭部に張りつき、むさぼり喰う。脳を食われた人物は、死んでなお操られゾンビと化す。日光を嫌う。しかもこの生物は、さらに地底の闇にいるやつらの手先にすぎないらしい。

## 収録
- 『魔術師の帝国2 ハイパーボリア篇』ナイトランド叢書、安田均訳「ヨー・ヴォムビスの地下墓地」
- 『影が行く ホラーSF傑作選 』創元SF文庫、中村融訳「ヨー・ヴォムビスの地下墓地」
- 『アトランティスの呪い』ポプラ社文庫、榎林哲文「遺跡の秘密」児童書版

## 関連作品
- ヴルトゥーム - 同様にアイハイを舞台とする。